# Kōichi Taira
Kōichi Taira (平良幸市, Taira Kōichi) fou un docent i polític japonés d'Okinawa. Entre els anys 1976 i 1978 va exercir com a segon governador democràtic d'Okinawa després de la reversió d'aquesta al Japó. Fou militant i president del Partit Socialista d'Okinawa (PSO).
Kōichi Taira va nàixer el 23 de juliol de 1909 a l'actual vila de Nishihara, al districte de Nakagami. L'any 1928 es graduà a l'Escola Normal d'Okinawa, posteriorment coneguda com a Universitat de les Ryūkyū. Abans de la Segona Guerra Mundial fou mestre d'escola a Okinawa. Després de la guerra, amb Okinawa segregada del Japó ocupada per l'exèrcit dels EUA, Taira es va unir el 1950 al recentment creat Partit Socialista d'Okinawa (PSO), on va ser secretari i president del partit. Després d'exercir com a membre del Parlament de les Ryūkyū, de l'Assemblea Prefectural d'Okinawa i com a president d'aquesta darrer, Taira es postulà l'any 1976 com a candidat a governador per la coalició d'esquerres (PSO-PSJ-PCJ).
Durant el seu mandat com a governador, va seguir la política del seu predecessor al càrrec, Chōbyō Yara. Les seues polítiques principals van ser la formulació d'un projecte de llei per a la conversió de terrenys de bases militars nord-americanes, el foment de la indústria local amb la planificació d'un festival industrial a Okinawa, la planificació del que més tard seria el Monocarril Urbà d'Okinawa, l'establiment de la facultat de medicina de la Universitat de les Ryūkyū i la difusió cultural a les illes més llunyanes de la prefectura. No obstant això, Taira va renunciar al càrrec el novembre de 1978 després de patir un infart cerebral a Tòquio quan havia anat a negociar les inversions en transport amb el govern central.
Va morir el 5 de març de 1982, amb 72 anys. L'any 1995, la seua vídua, Umeko Taira va donar els documents personals del seu home a l'Arxiu Prefectural d'Okinawa, qui va posar a disposició del públic el contingut l'any 2005.